# Estevan Coelho
Estevan Coelho (fl. XIV secolo) è stato un trovatore portoghese, attivo ai principi del XIV secolo. Nipote di Johan Soarez Coelho, è autore di due cantigas de amigo, di cui una, dialogata, ha avuto influenze dalla chanson de toile francese.